# 2022年ロシアのウクライナ侵攻におけるクラスター爆弾の使用
この記事では、2022年ロシアのウクライナ侵攻において使用されたクラスター爆弾について扱う。

## ロシアの使用
ロシア連邦軍は侵攻当初からクラスター爆弾を使用していた。2022年3月30日までの間に人口密集地帯で少なくとも24回の使用をしていると国際連合のミシェル・バチェレ人権高等弁務官は述べた。
ロシア政府はクラスター爆弾を使用していないと主張した。
ドイツの放送局は、ウクライナで記者がロシア軍のクラスター爆弾でカメラマンが負傷したと発表した。

## ウクライナの使用
2023年6月7日、アメリカはウクライナにクラスター爆弾の供与を決定した。
ロシア側は、ウクライナが使用したクラスター爆弾の影響でロシアの支配地域で取材していた記者1人が死亡し、3人が負傷したと主張した。
ウクライナ側はロシア領内、市街地では使用しないと述べた。

## 反応と影響
クラスター爆弾の使用はクラスター爆弾禁止条約に基づき120か国以上で使用が禁止されているが、ロシア、ウクライナ、アメリカはこの条約に参加していない。
カナダ、ニュージーランド、スペインなどのアメリカの同盟国の一部は使用に反対した。カナダ政府は戦争が終結した後も不発弾が残ることに対して懸念を示した。またドイツ政府は供与を行わないとしつつ、アメリカの立場を理解していると述べた。